# Aurora (Teksas)
Aurora je grad u američkoj saveznoj državi Teksas. Prema popisu stanovništva iz 2010. u njemu je živjelo 1.220 stanovnika.

## NLO incident
Grad je poznat po jednom incidentu koji se zbio 17. travnja 1897. godine, kada se njegovoj blizini kod jedne farme srušio NLO. O tom događaju za novine The Dallas Morning News, svjedočio je S. E. Haydon. U letjelici su pronašli truplo mrtvog vanzemaljca kojega je grad sahranio, a postavljen je i spomenik sa slikom letjelice. O ovom događaju 1973. saznaje MUFON koji traži dozvolu da se grob ekshumira, što su vlasti odbile, a kada su sljedečeg dana došli do groba, grob je bio otkopan a spoemnik je nestao.